# Campeonato Mundial de Biatlón de 1993
El XXIX Campeonato Mundial de Biatlón se celebró en la localidad de Borovets (Bulgaria) entre el 9 y el 14 de febrero de 1993 bajo la organización de la Unión Internacional de Biatlón (IBU) y la Federación Búlgara de Biatlón.

## Resultados

### Masculino
| Evento                     | Oro                                                                                               | Plata                                                                                        | Bronce                                                                            |
| -------------------------- | ------------------------------------------------------------------------------------------------- | -------------------------------------------------------------------------------------------- | --------------------------------------------------------------------------------- |
| 10 km velocidad (13.02)    | Mark Kirchner · Alemania · 27:30,5                                                                | Jon Åge Tyldum · Noruega · 27:44,9                                                           | Serguei Tarasov · Rusia · 27:46,7                                                 |
| 20 km individual (11.02)   | Andreas Zingerle · Italia · 53:05,4                                                               | Serguei Tarasov · Rusia · 53:49,9                                                            | Serguei Chepikov · Rusia · 53:38,3                                                |
| 10 km equipo (09.02)       | Alemania · Fritz Fischer · Frank Luck · Steffen Hoos · Sven Fischer                               | Rusia · Alexei Kobelev · Valeri Kirienko · Serguei Lozhkin · Serguei Chepikov                | Francia Gilles Marguet Thierry Dusserre Xavier Blond Lionel Laurent               |
| Relevos 4 × 7,5 km (14.02) | Italia · Wilfried Pallhuber · Johann Passler · Pieralberto Carrara · Andreas Zingerle · 1:32:18,3 | Rusia · Valeri Medvedtsev · Valeri Kirienko · Serguei Tarasov · Serguei Chepikov · 1:32:55,0 | Alemania · Sven Fischer · Frank Luck · Mark Kirchner · Jens Steinigen · 1:32:57,9 |

### Femenino
| Evento                     | Oro                                                                                          | Plata | Bronce                                                                                      |
| -------------------------- | -------------------------------------------------------------------------------------------- | --- | ------------------------------------------------------------------------------------------- |
| 7,5 km velocidad (13.02)   | Myriam Bédard · Canadá · 21:01,9                                                             | Nadezhda Talanova · Rusia · 21:18,5                                                                      | Yelena Belova · Rusia · 21:21,7                                                             |
| 15 km individual (11.02)   | Petra Schaaf · Alemania · 50:32,9                                                            | Myriam Bédard · Canadá · 50:47,6                                                                         | Svetlana Paramyguina · Bielorrusia · 52:16,6                                                |
| 7,5 km equipo (09.02)      | Francia Nathalie Beausire Delphyne Burlet Anne Briand Corinne Niogret 53:58,1                | Bielorrusia · Natalia Permiakova · Natalia Sychova · Natalia Ryzhenkova · Svetlana Paramyguina · 54:00,5 | Polonia · Zofia Kiełpińska · Krystyna Liberda · Anna Stera · Helena Mikołajczyk · 55:30,4   |
| Relevos 4 × 7,5 km (14.02) | República Checa · Jana Kulhavá · Jiřina Adamičková · Iveta Knížková · Eva Háková · 1:52:08,6 | Francia Corinne Niogret Véronique Claudel Delphyne Burlet Anne Briand 1:52:56,2                          | Rusia · Svetlana Paniutina · Nadezhda Talanova · Olga Simushina · Yelena Belova · 1:52:58,9 |

## Medallero
| Núm. | País            | Oro | Plata | Bronce | Total |
| ---- | --------------- | --- | ----- | ------ | ----- |
| 1    | Alemania        | 3   | 0     | 1      | 4     |
| 2    | Italia          | 2   | 0     | 0      | 2     |
| 3    | Francia         | 1   | 1     | 1      | 3     |
| 4    | Canadá          | 1   | 1     | 0      | 2     |
| 5    | República Checa | 1   | 0     | 0      | 1     |
| 6    | Rusia           | 0   | 4     | 4      | 8     |
| 7    | Bielorrusia     | 0   | 1     | 1      | 2     |
| 8    | Noruega         | 0   | 1     | 0      | 1     |
| 9    | Polonia         | 0   | 0     | 1      | 1     |
|      | TOTAL           | 8   | 8     | 8      | 24    |